# Stazione di Ladispoli (1888)
La stazione di Ladispoli era una stazione ferroviaria posta al termine della breve linea Palo-Ladispoli, diramazione della ferrovia Tirrenica. Posta al servizio della località balneare di Ladispoli, fu in esercizio dal 1888 al 1938, venendo infine sostituita dall'attuale stazione di Ladispoli-Cerveteri.

## Storia
La stazione di Ladispoli venne costruita insieme alla linea Palo-Ladispoli per iniziativa del principe Odescalchi, con l'obiettivo della valorizzazione turistica della zona, su cui sorse la nuova località balneare di Ladispoli. L'impianto venne attivato nel luglio 1888.
Nel 1910 la stazione venne fornita di un piccolo fabbricato viaggiatori in legno; fino ad allora le funzioni di servizio erano state ospitate in un carro merci appositamente adattato allo scopo.
In seguito all'espansione edilizia della cittadina di Ladispoli, la stazione e la linea vennero soppresse il 26 settembre 1938; in loro sostituzione, l'anno successivo venne attivata la stazione di Cerveteri-Ladispoli, posta sulla linea Tirrenica a maggiore distanza dalla costa.

## Strutture e impianti
La stazione contava quattro binari passanti, che si riunivano all'estremità in un'asta di manovra fornita di una piattaforma girevole di piccolo diametro. Non erano presenti attrezzature per il trasporto merci, non previsto sulla linea.

## Movimento
Nei primi anni d'esercizio, la stazione era attiva solo nella stagione balneare, da metà giugno a metà settembre, nei giorni di domenica e giovedì; i treni che vi facevano capo erano tutti diretti a Roma.
Successivamente l'arco di servizio venne ampliato: nell'estate del 1937, ultimo anno prima della soppressione, erano in servizio nove coppie di treni, di cui tre dirette a Roma e sei limitate al breve servizio per Palo.